# Gordon Johncock
Gordon Walter Johncock (Hastings, 5 agosto 1937) è un ex pilota automobilistico statunitense.

## Biografia
Corse nella serie Champ Car dal 1965 al 1992, vincendo la 500 Miglia di Indianapolis nel 1973 e nel 1982.